# Козлянинов, Владимир Петрович
Владимир Петрович Козлянинов (15 августа 1788 — 7 мая 1846) — русский офицер времён Наполеоновских войн, наследник имений Балков в Новгородской губернии, устроитель образцового имения Петрово.

## Биография
Сын предводителя дворянства Крестецкого уезда, Петра Ивановича Козлянинова (ум. 1794) от брака его с Марией Тимофеевной Трусовой (1753—1823). Службу начал в 1802 году юнкером в артиллерийском полку, позже подпоручик в лейб-гвардии артиллерийского батальона. С 1806 года состоял адъютантом у графа А. А. Аракчеева. С 1807 года находился в действующей армии.
Принимал участие в битве под Гутштадтом, в сражение при Гейльсберге и Фридландом. После окончания боевых действий по болезни вышел в отставку. С началом Отечественной войны вернулся на службу. Был определен в Провиантский департамент при военном министре князе А. И. Горчакове. В 1813 году в чине поручика оставил военную службу.
Выйдя в отставку, занимался общественной деятельностью. С 1815 году был избран депутатом в новгородское дворянское собрание. С 1824 года почётный смотритель училищ Крестецкого и Устюженского уездов. В 1833—1835 годах являлся предводителем дворянства Устюженского уезда Новгородской губернии. Был первым попечителем новгородской мужской гимназии. За заслуги ему было присвоено звание титулярного советника.
Автор трудов по сельскому хозяйству, за успешную деятельность по осушке болот был удостоен большой золотой медали Вольного экономического общества. Жил с семьей в своём боровичском имении Петрово (ныне — Мошенский район Новгородской области), где в 1823 году принимал императора Александра I, совершавшего путешествие по северным губерниям.
Надворный советник Козлянинов скончался в 1846 году в одной из своих валдайских усадеб и похоронен на кладбище кемецкой церкви.

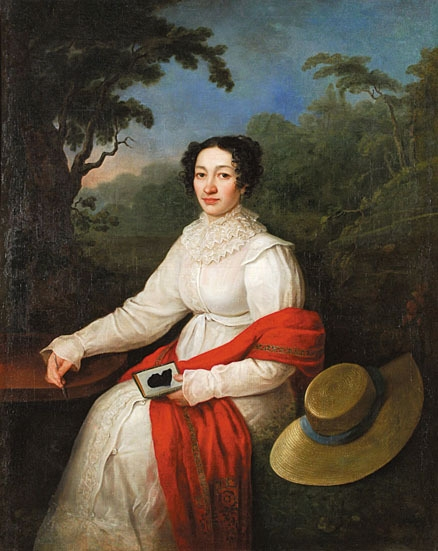
Агриппина Козлянинова

## Семья
Первая жена (с 19 февраля 1812 года) — Агриппина Николаевна Балк (1789—1821), богатая наследница обширных имений в Новгородской губернии. Их дочери:
- Мария, замужем за англичанином Василием Ивановичем (Фёдором Вильгельмом) Трувеллером (1810—1870), инженером путей сообщения, принявшим русское подданство[1].
- Надежда, замужем за подполковником Даниилом Антоновичем Токарским.

Вторая жена (с 21 февраля 1823 года) — Софья Александровна Хвостова (1794—18?), дочь писателя Александра Семёновича Хвостова от брака его с Екатериной Яковлевной Скоропадской; родилась в Константинополе, где её отец был посланником.